# برایان اندرسون (استاد)
برایان اندرسون (انگلیسی: Brian Anderson؛ زادهٔ ۱۵ ژانویهٔ ۱۹۴۱) دانشمند در زمینه اهل استرالیا است.
وی همچنین برندهٔ جوایزی همچون همکار انجمن سلطنتی و عضو پیوسته انجمن مهندسان برق و الکترونیک شده‌است.